# Escos
Escos ist eine französische Gemeinde mit 237 Einwohnern (Stand 1. Januar 2022) im Département Pyrénées-Atlantiques in der Region Nouvelle-Aquitaine (vor 2016: Aquitanien). Die Gemeinde gehört zum Arrondissement Oloron-Sainte-Marie (bis 2016: Arrondissement Pau) und zum Kanton Orthez et Terres des Gaves et du Sel (bis 2015: Kanton Salies-de-Béarn).
Der Name in der gascognischen Sprache lautet Escòs. Die Bewohner werden Escossais oder Escossaises genannt.

## Geographie
Escos liegt ca. 50 km nordwestlich von Oloron-Sainte-Marie in der historischen Provinz Béarn am nördlichen Rand des Départements.
Umgeben wird der Ort von den Nachbargemeinden:
|                        | Auterrive                                   | Castagnède |
| Labastide-Villefranche | Kompassrose, die auf Nachbargemeinden zeigt | Oraàs      |
|                        | Abitain                                     |            |

Escos liegt im Einzugsgebiet des Flusses Adour und liegt am linken Ufer des Gave d’Oloron, einem Nebenfluss des Gave de Pau. Der Ruisseau de Massariou und Zuflüsse des Gave, der Crabé und der Ruisseau de la Pounte, durchströmen das Gebiet der Gemeinde.

## Geschichte
Escos lag an der Schnittstelle zwischen Navarra und der Gascogne. Es war abhängig sowohl vom Herzog von Gramont, der über ein Gebiet rund um die heutige Gemeinde Bidache herrschte, als auch vom Bistum Dax. In den Hugenottenkriegen veranlasste Margarete von Navarra, Königin von Navarra, die Befestigung der Kirche von Escos. Im 18. Jahrhundert beteiligte sich die Gemeinde am allgemeinen wirtschaftlichen Aufschwung im Béarn mit der Errichtung bedeutender Gerbereien.
Toponyme und Erwähnungen von Escos waren:
- Escos (1105),
- sanctus johannes de escos (1160),
- escoz (1305),
- Escos (1309),
- Escaut (1352, Urkunden von Came),
- Sent-Johan d’Escos und Escoos (1439 bzw. 1440, Notare von Labastide-Villefranche),
- Ecos (1582, Übertragung des Bistums Dax) und
- Escos en Navarre (1675, Manuskriptsammlung des 16. bis 18. Jahrhunderts).[4][5]

### Einwohnerentwicklung
Nach einem Höchststand der Einwohnerzahl mit 649 Einwohnern in der Zählung 1836 reduzierte sich die Zahl bei kurzen Erholungsphasen bis zur Jahrtausendwende um insgesamt rund zwei Drittel auf 217 Einwohner. Dieser insgesamt negative Trend setzte sich seitdem nicht mehr fort, aber ein anhaltender Wachstumstrend ist nicht zu erkennen.
| Jahr      | 1962 | 1968 | 1975 | 1982 | 1990 | 1999 | 2006 | 2009 | 2022 |
| --------- | ---- | ---- | ---- | ---- | ---- | ---- | ---- | ---- | ---- |
| Einwohner | 287  | 282  | 269  | 256  | 241  | 217  | 228  | 246  | 237  |

## Sehenswürdigkeiten

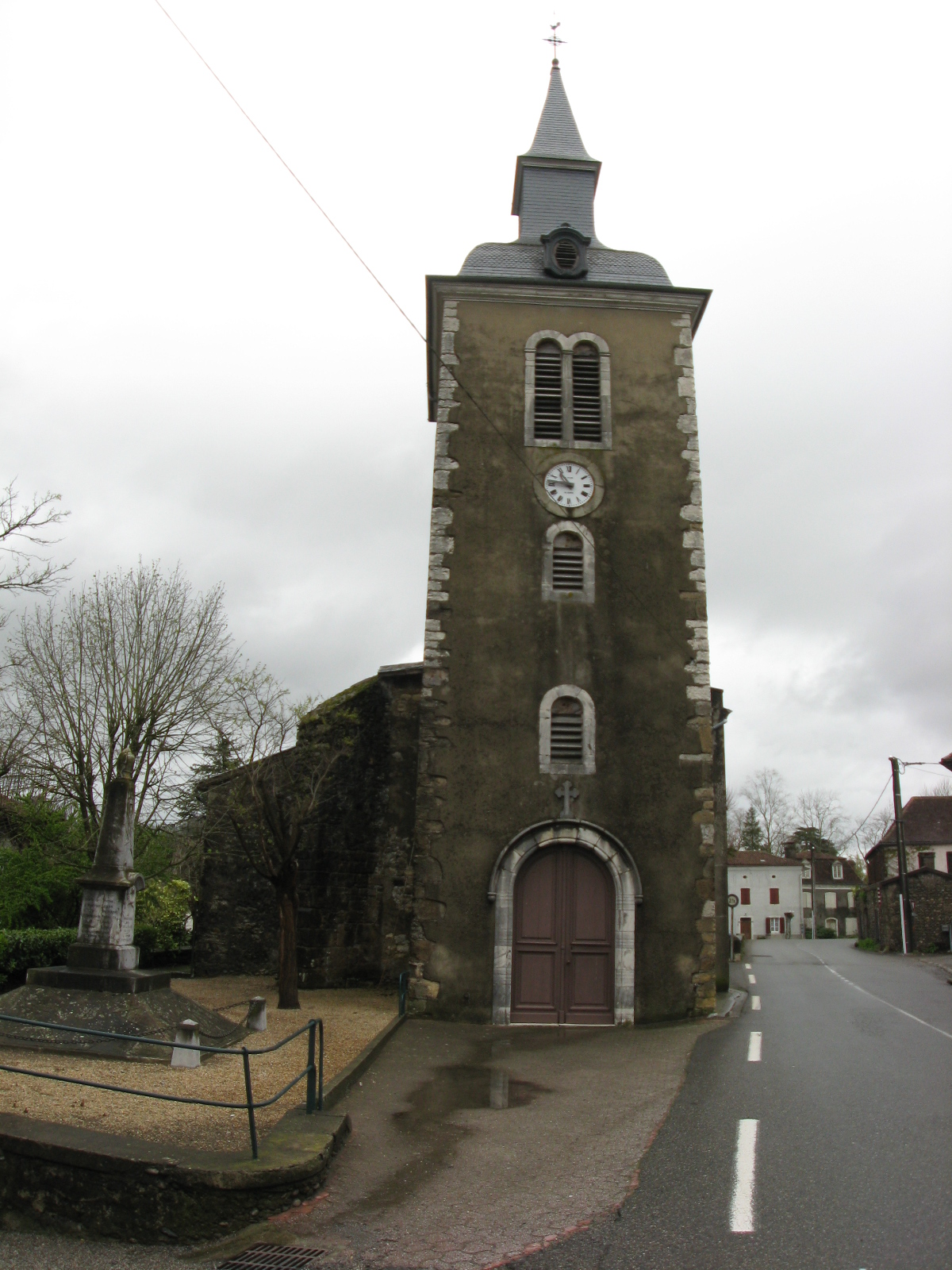
Pfarrkirche Saint-Jean-Baptiste von Escos

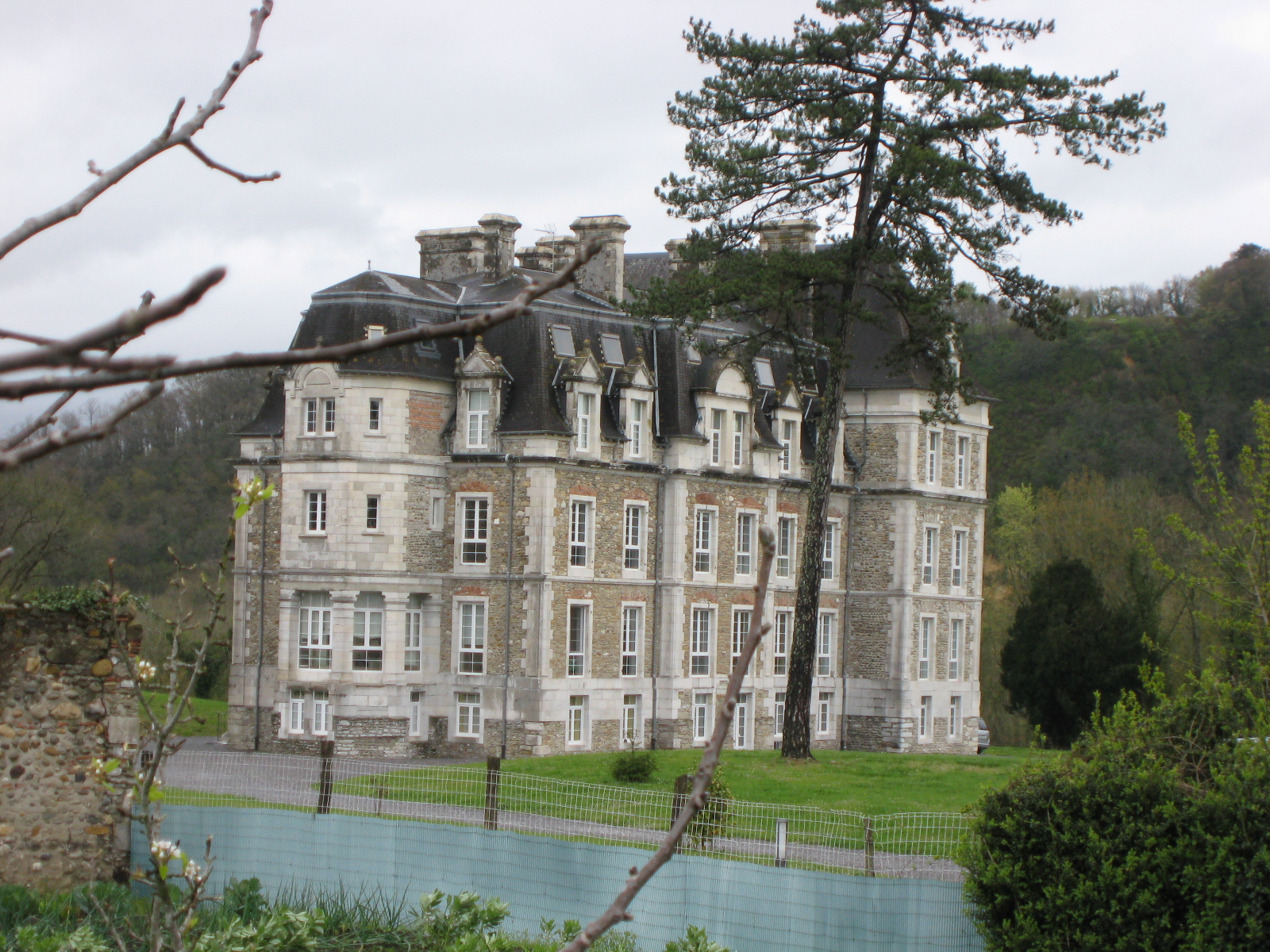
Schloss von Escos

- Pfarrkirche, gewidmet Johannes dem Täufer. Sie ist im 15. Jahrhundert im gotischen Stil erbaut und in der Folge der Jahrhunderte mehrfach umgebaut worden. Reste der früheren romanischen Kirche lassen sich an der Apsis identifizieren. In den Hugenottenkriegen veranlasste Margarete von Navarra, Königin von Navarra, die Befestigung der Kirche, um den kriegerischen Auseinandersetzungen gewappnet zu sein. Im 17. Jahrhundert wurde sie restauriert, um die Schäden der Kriege zu beseitigen. Umarbeiten im 19. Jahrhundert veränderten ihr Aussehen. Der Glockenturm wurde von 1840 bis 1842 als Eingangsvorbau neu gebaut, 1862 ein Seitenschiff an der Nordseite angefügt und 1884 Glasfenster von der in der Region bekannten Glasmalerei Mauméjean aus Pau eingesetzt. Ein Projekt des vollständigen Neubaus durch den Architekten Henri d’Arnaudat wurde verworfen. 1974 wurden weitere dekorative Glasfenster hinzugefügt.[8][9] Der Tabernakel des Altars in der Seitenkapelle weist reiche Verzierungen auf. Kleine Tafeln zeigen im Halbrelief szenische Darstellungen, z. B. auf der Tür die Darstellung des Christus in der Rast. Es stellt den Moment der Passion dar, nachdem Christus seiner Kleider beraubt worden war und bevor er an das Kreuz genagelt wurde. Die Voluten und Engelsköpfe lassen auf ein Werk aus dem 18. Jahrhundert schließen.[10]

- Schloss von Escos. Im 19. Jahrhundert wurden dem früheren Herrenhaus eine Rotunde an der Westseite und ein Belvedere an der Ostseite angefügt, was dem heutigen Schloss sein Aussehen verlieh.[11]

- Haus Lassalle. An verschiedenen architektonischen Elementen lässt sich festlegen, dass das Haus wahrscheinlich im 18. Jahrhundert erbaut wurde. Das Besondere an ihm ist, dass sich an ihm Einflüsse aus dem Baskenland und dem Béarn vermischen. Der untere Teil der Wände ist Mauerwerk, vermischt mit Kieseln. Die große Toreinfahrt ist mit weißen Werksteinen eingefasst, was typisch für das Béarn ist. Der obere Teil der Fassade ist mit Fachwerk ausgestaltet, dessen Zwischenräume mit Ziegelsteinen bedeckt sind. Die Fensteröffnungen verraten die Funktion der dahinter liegenden Räume. Größere, quadratische Fenster über dem Tor deuten auf Wohnräume hin, kleinere Fenster dienen der Belüftung von Heuböden.[12]

- Haus Superne. Die traditionelle Architektur eines der ältesten Häuser der Gemeinde erlaubt, den Bau auf das 17. Jahrhundert zu datieren. Das Erdgeschoss ist aus grobem Mauerwerk, mit Putz bedeckt, während die Fassade der oberen Etage auch hier mit Fachwerk ausgestaltet ist, dessen Zwischenräume mit Ziegelsteinen bedeckt sind. Die Zwillingsfenster belegen das Alter des Gebäudes. Die Fenster des oberen Stockwerks sind mit Stein eingefasst, was für einen gewissen Wohlstand des Besitzers spricht. Bearner Häuser aus Holz, Lehm und Stroh aus der Zeit der Erbauung sind sehr selten anzutreffen, da sie Wetter und Feuer wenig standhalten konnten.[13]

## Wirtschaft und Infrastruktur

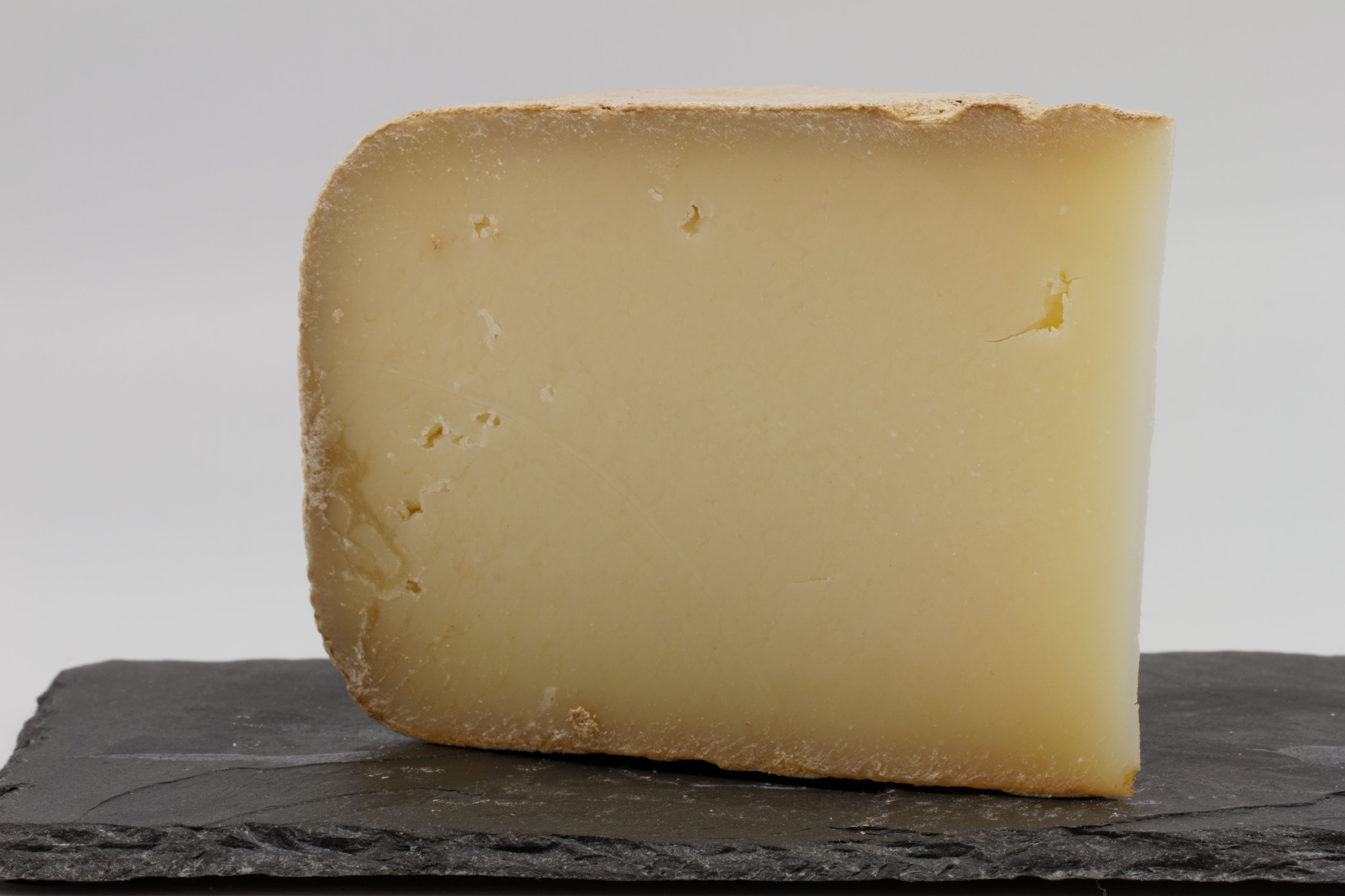
Ossau-Iraty

Landwirtschaft, Handwerk und Tourismus sind die wichtigsten Wirtschaftsfaktoren der Gemeinde. Escos liegt in den Zonen AOC des Ossau-Iraty, eines traditionell hergestellten Schnittkäses aus Schafmilch, sowie der Schweinerasse und des Schinkens „Kintoa“.

### Bildung
Die Gemeinde verfügt über eine öffentliche Grundschule mit 18 Kindern im Schuljahr 2016/2017.

### Verkehr
Escos ist erreichbar über die Routes départementales 28 und 936 (ehemalige Route nationale 636).